# Antoni Bal
Antoni Bal herbu Gozdawa – podkomorzy sanocki w latach 1724-1733, cześnik przemyski w latach 1716-1724.
Był konsyliarzem konfederacji województwa ruskiego, zawiązanej 10 grudnia 1733 roku w obronie wolnej elekcji Stanisława Leszczyńskiego.
Pochowany 22 czerwca 1734 roku w kościele Franciszkanów Reformatów w Przemyślu.